# خط سبز (متروی دوحه)
خط سبز، که با نام خط آموزش نیز شناخته می‌شود، یکی از خطوط سریع‌السیر متروی دوحه در شهر دوحه، پایتخت قطر است. این خط که در ۱۰ دسامبر ۲۰۱۹ افتتاح شد، از المنصوره آغاز می‌شود و پس از طی مسیر از شرق به غرب، در الرفاع در بزرگراه دخان در روضةالجهانیه خاتمه می‌یابد. کل مسافت طی‌شده توسط این خط ۲۲ کیلومتر (۱۴ مایل) است. بخشی از این خط در زیر زمین، بخشی از آن در سطح (سطح زمین) و بخشی از آن بر روی پل‌های عبوری قرار دارد. در حال حاضر، این خط دارای ۱۱ ایستگاه است، اما در آینده به ۳۱ ایستگاه در طول ۶۵٫۳ کیلومتر گسترش خواهد یافت.

## ایستگاه‌ها
| نام ایستگاه      | نام ایستگاه       | ورابری | تاریخ افتتاح   |
| فارسی            | عربی              | ورابری | تاریخ افتتاح   |
| ---------------- | ----------------- | ------ | -------------- |
| الرفاع           | الرفاع            |        | ۱۰ دسامبر ۲۰۱۹ |
| شهر آموزش        | المدینة التعلیمیة |        | ۱۰ دسامبر ۲۰۱۹ |
| کتابخانه ملی قطر | مکتبة قطر الوطنیة |        | ۱۰ دسامبر ۲۰۱۹ |
| الشقب            | الشقب             |        | ۱۰ دسامبر ۲۰۱۹ |
| الریان القدیم    | الریان القدیم     |        | ۱۰ دسامبر ۲۰۱۹ |
| المسیله          | المسیلة           |        | ۱۰ دسامبر ۲۰۱۹ |
| بیمارستان حمد    | مستشفی حمد        |        | ۱۰ دسامبر ۲۰۱۹ |
| قصد سفید         | القصر الأبیض      |        | ۱۰ دسامبر ۲۰۱۹ |
| البدع            | البدع             | M1     | ۱۰ دسامبر ۲۰۱۹ |
| مشیرب            | مشیرب             | M1 M3  | ۱۰ دسامبر ۲۰۱۹ |
| المنصوره         | المنصورة          |        | ۱۰ دسامبر ۲۰۱۹ |